# Заперечення корелятива
Заперечення корелятива - це неформальна помилка, яка полягає у спробі ввести альтернативи там, де їх немає. Це протилежність помилковій дилемі, яка заперечує інші альтернативи. Його логічна форма
Або Х, або не Х, тому Y.
Наприклад:
Суддя: Так ти вбив свого господаря чи ні?
Кірк: Я бився з ним.
У контексті запитання з множинним вибором найкраща відповідь має бути обрана з наявних альтернатив. Однак, щоб визначити, чи наявна ця помилка, потрібен уважний огляд контексту. Суть заперечення корелятиву полягає у введенні альтернативи в контекст, який її логічно не допускає, але це саме по собі можна сприймати як ознаку ірраціонального контексту. Навіть якщо не існує неявних альтернатив (наприклад, право на мовчання), припущення, можливо, потрібно поставити під сумнів і уточнити, або наслідки можуть вимагати відмови від відповідальності.

## Дивіться також
- Помилки корелятивних сполучників
- Закон суперечності